# 이재만 (야구인)
이재만(1970년 7월 15일 ~ )은 전 KBO 리그 두산 베어스의 투수이다.

## 해태 타이거즈시절
1993년에 입단하였다.

## 두산 베어스시절
1999년에 입단하였다.